# Schwert und Harfe
Schwert und Harfe ist ein Roman des irischen Schriftstellers Frank Delaney, der im Jahr 2004 unter dem Originaltitel Ireland: A Novel im Time Warner Verlag in London und 2006 als deutsche Übersetzung bei Droemer Knaur in München erschien. Der Roman stellt in episodenhafter Weise die Geschichte und Mythen Irlands, von der Frühzeit bis zur Gegenwart, vor dem Hintergrund einer geheimnisvollen Familiensaga, dar.

## Hintergrund
Delaney, der in Tipperary (Irland) geboren wurde, beschreibt in dem Roman die wechselvolle Geschichte seines Heimatlandes. Erzählt wird von alten Mythen und realen Begebenheiten, die in früheren Zeiten traditionell durch „Storyteller and Bards“ im Land verbreitet wurden. In Irland wurden diese Erzähler als „Seanchai“ bezeichnet, was „männlicher Historiker“ oder „Bewahrer der Geschichte und Historienerzaehler“ bedeutet, es handelt sich also nicht um einen Märchenerzähler. Entstanden ist die Idee zu diesem Roman am Frühstückstisch durch ein Gespräch des Autors mit seinem Freund Ed Victor in London, bei dem sie sich über das Phänomen der Grabanlage von Newgrange austauschten. Dieses wird in der Eröffnungsgeschichte dieses Buches aufgegriffen.
Delaney fasst seine daraus entstandene Motivation in einem kurzen Vorwort wie folgt zusammen:

“Beneath all the histories of Ireland, from the present day, through her long troubled relationship with England and back to the earliest times, there has always been another, less obvious reporter speaking – the oral tradition, Ireland’s vernacular narrative, telling the country’s tale to her people in stories handed down since God was a boy. This fireside voice took great care to say that imagination and emotion play their parts in every history and therefore, to understand the Irish, mere facts can never be enough; this is a country that reprocesses itself through the mills of its imagination.”

„In der Geschichte Irlands, angefangen vom heutigen Tag über die lange, problematische Beziehung zu England und bis zurück in die graue Vorzeit, hat es neben der offiziellen Schreibung immer auch eine andere, weniger eindeutige Stimme gegeben, nämlich die mündliche Überlieferung. Sie ist die große volkstümliche Erzählung, die den Iren die Geschichte ihres Landes nahebringt, seit Gott noch ein kleiner Junge war. Diese Stimme am Kamin hat stets darauf beharrt, Phantasie und Gefühl ihre Rolle in historischen Schilderungen spielen zu lassen, und deshalb kann reines Faktenwissen nicht genügen, um Irland und die Iren zu verstehen.“

## Struktur und Inhalt
Der Roman besteht aus einer Rahmenerzählung, die von dem zu Beginn des Buches neunjährigen Ronan O’Mara handelt, und zahlreichen in diese Handlung integrierten historischen Erzählungen, die für sich gesehen eine eigene Anthologie innerhalb des Romans darstellen. Das Buch besteht aus einer Widmung des Autors an den amerikanischen Literaturagenten Ed Victor, der Delaney dazu brachte, den Roman zu schreiben, einer kurzen Vorbemerkung des Autors und 52 Kapiteln. Diese Kapitel werden teilweise durch Initialen () oder ein einfaches keltisches Knotensymbol () als Vignette eingeleitet und sind zumeist chronologisch angeordnet. Die Abschnitte, die mit dem keltischen Knotensymbol beginnen, spielen meist in der jeweiligen Gegenwart. In der zweiten Hälfte des Buches sind fünf längere Kapitel mit einer Überschrift versehen. Diese Abschnitte des Romans geben Dokumente und Briefe wieder. Das Kapitel Chronik eines Geschichtenerzählers besteht aus den Aufzeichnungen des Geschichtenerzählers und handelt von seiner Herkunft, seinen Wanderungen, Gedanken und Ängsten. Es wird in einem Versteck von dem jungen Ronan O’Mara gefunden. Ein weiteres Kapitel mit dem Titel Der Wandergeselle und sein Handwerk ist ebenfalls ein Dokument des Erzählers, das er an den jugendlichen Ronan geschickt hat und eine Lehrschrift über das Handwerk des Geschichtenerzählens darstellt. Hier lässt Delaney seinen Protagonisten die Tricks und Inszenierungen erklären, die für einen Geschichtenerzähler wichtig sind, wenn er sein Publikum fesseln will. Eine Art wissenschaftlicher Arbeit von Ronan O’Mara, jetzt als Student, über die Penal Laws in Irland, also die englischen Unterdrückungsgesetze gegen die irischen Katholiken, bildet das nächste dokumentarisches Kapitel. Ein weiteres Kapitel dieser Art besteht aus einem Brief des Geschichtenerzählers an Ronan mit dem Titel Wohin meine Seele reist; es ist eine Art Vermächtnis für seinen Nachfolger. Am Ende der Geschichte findet der erwachsene Ronan 1961 den zweiten Teil der Erzählerchronik mit dem Titel Von Liebe und Wahrheit, ebenfalls in einem Versteck. Viele der in diesem Buch gesammelten Geschichten spielen mit kleinen Seitenhieben auf den Jahrhunderte alten Konflikt zwischen Iren und Engländern an, die zwar humorvoll erscheinen, aber vor dem Hintergrund der Geschichte Irlands immer ein ernstes Element enthalten.
Im Winter des Jahres 1951 kommt ein alter Mann in das Haus des neunjährigen Ronan O’Mara. Er ist der letzte eines einst geehrten Standes der Geschichtenerzähler, der noch immer die jahrhundertealte Tradition fortsetzt und seine Zuhörer mit alten irischen Geschichten über mächtige Könige oder sagenumwobene Heilige und deren Taten zu fesseln versteht. Doch nach drei Tagen wird der alte Geschichtenerzähler von der Mutter des neunjährigen Ronan vor die Tür gesetzt. Der alte Mann hatte ihnen von Begebenheiten aus dem irischen Volksgut erzählt, so beispielsweise über den fiktiven Baumeister der steinzeitlichen Grabanlage von Newgrange, über den Schutzpatron der Insel Patrick von Irland, die Entdeckung Amerikas lange vor Christoph Kolumbus und unter welchen Umständen die Dichtkunst nach Irland kam. Ronan ist von diesem Mann und seinen Erzählungen so fasziniert, dass er glaubt, auch seine eigene Bestimmung dadurch erkannt zu haben. Er beginnt sich mit der irischen Geschichte und dem Volksgut zu beschäftigen, studiert Geschichte und da er sich auch noch als Erwachsener an diesen eindrücklichen Vorfall erinnert, beginnt er schließlich nach dem Geschichtenerzähler selbst zu suchen. Es gelingt ihm, indirekten schriftlichen Kontakt mit dem alten Mann herzustellen, der aber bis fast zum Schluss anonym bleibt. Erst am Ende des Romans wird klar, warum vor Jahren Ronans Mutter den alten Geschichtenerzähler so abweisend behandelt hat, die Ursache war ein tragisches Familiengeheimnis, von dem sie befürchtete, dass es im katholischen Irland jener Zeit dem Ansehen der Familie schaden würde. Am Schluss des Buches erhält dann der alte Geschichtenerzähler die Gelegenheit, anlässlich des 50. Jahrestages des irischen Osteraufstandes von 1916 vor großem Publikum aufzutreten.

## Ausgaben
- Frank Delaney: Ireland: A Novel. Time Warner, London 2004, ISBN 0-316-72597-8.
- Frank Delaney: Ireland: A Novel. HarperCollins, New York 2005, ISBN 0-06-056348-6.
- Frank Delaney: Schwert und Harfe – Die große Irland-Saga (= Knaur. Nr. 63165). Knaur Taschenbuch Verlag, München 2007, ISBN 978-3-426-63165-2 (Übersetzt von Karin Diemerling).